# Agrupación Sinfónica del Ejército
La Agrupación Sinfónica del Ejército es una banda militar del Ejército Argentino representativa del Colegio Militar de la Nación, con asiento en ese instituto en El Palomar.

## Reseña
Fue elevada a agrupación el 12 de noviembre de 1996 por resolución del jefe del Estado Mayor General del Ejército, incorporando a su organización los instrumentos para tal efecto.
La banda sirve al Colegio Militar con orden cerrado, música y ceremonial, así como lo representa en eventos nacionales e internacionales, incluyendo una destacada actuación en Berlín en 2007 tocando junto con una banda militar del Bundeswehr.